# Magnan, Gers
Magnan är en kommun i departementet Gers i regionen Occitanien i sydvästra Frankrike. Kommunen ligger i kantonen Nogaro som tillhör arrondissementet Condom. År 2022 hade Magnan 231 invånare.

## Befolkningsutveckling
Antalet invånare i kommunen Magnan
Referens:INSEE